# Konsztantyin Pavlovics Romanov orosz nagyherceg
Konsztantyin Pavlovics orosz nagyherceg (oroszul: великий князь Константин Павлович Рома́нов; Carszkoje Szelo, 1779. április 27. – Vicebszk, 1831. június 27.) a Holstein–Gottorp–Romanov-házból származó orosz nagyherceg, I. Pál orosz cár és Marija Fjodorovna cárné második legidősebb fia, Oroszország trónörököse 1801 és 1824 között, majd trónigényéről való lemondását követően a Kongresszusi Lengyelország alkirálya 1815 és 1831 között. Bár sohasem koronázták meg, szokták úgy is emlegetni, mint „I. Konstantin” cárt.

## Élete

### Származása és ifjúkora
Konsztantyin Pavlovics nagyherceg I. Pál cár és Zsófia Dorottya württembergi hercegnő második fia volt. A nagyherceg nagyon hasonlított édesapjára; külseje mellett örökölte tőle a katonaság iránti rajongását és rendszeretetét.
Születésekor édesapja még nem volt cár, a trónon Konsztantyin nagyherceg nagyanyja, II. Katalin cárnő ült. Konsztantyin és bátyja, Sándor nevelését a cárnő személyesen felügyelte, elszakítva a gyermekeket édesanyjuk és édesapjuk mellől. Legfőbb nevelőjük Nyikolaj Ivanovics Szaltikov gróf volt, aki ténylegesen nem tanította a gyerekeket, és csak egészen kivételes alkalmakkor szólt bele oktatásukba. A fiúkra a legnagyobb benyomást Cesar La Harpe tette, aki 1783-tól egészen 1795-ig tanította a cárnő valamennyi fiúunokáját.
Bátyjához hasonlóan Konsztantyin Pavlovicsnak is Katalin cárnő választott feleséget, Julianna szász–coburg–saalfeldi hercegnő személyében. A pár 1796. február 26-án Szentpétervárott kelt egybe, Julianna hercegnő pedig felvette az „Anna Fjodorovna” nevet. A házasság boldogtalan volt, 1801-ben Anna Fjodorovna visszament Németországba. 1814-ben Konsztantyin Pavlovics megpróbálta hazacsábítani a nagyhercegnét, felesége azonban makacsul ragaszkodott ahhoz, hogy többé nem akar orosz földre lépni. A nagyherceg ezek után többször nem kísérelte meg felesége hazahívását, és 1820. március 20-án hivatalosan is kimondták válásukat. Anna nagyhercegné két törvénytelen gyermeket is világra hozott, mígnem Svájcban telepedett le, és ott is hunyt el.
Miután felesége elhagyta, Konsztantyin nagyherceg viszonyt létesített egy szintén német származású hölggyel, Josefine Friedrichsszel, akinek tőle egy törvénytelen fia született, Pavel Konsztantyinovics Alekszandrov (1808. március 24. – 1857. október 23.), aki később feltehetően hercegi rangra emelkedett, s feleségül vette Anna Scserbatova hercegnőt.

### Katonai pályafutása

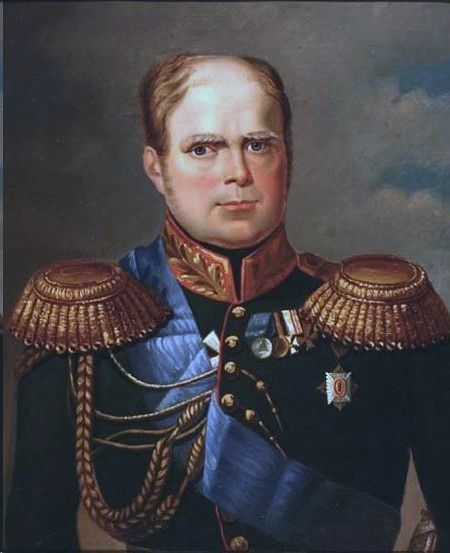
Konsztantyin Pavlovics nagyherceg

Tragikus házassága első évei alatt a nagyherceg csatlakozott a hadsereghez, ahol Alekszandr Vasziljevics Szuvorov gróf alatt szolgált. A bassignanói csatát Konsztantyin Pavlovics hibájából vesztették el az oroszok, de ugyanakkor a nagyherceg nagy személyes bátorságról tett tanúbizonyságot a Novi mellett zajló harcokban, így az időközben cárrá koronázott édesapja, I. Pál őt tette meg ceszarevicsnek (azaz trónörökösnek), nem véve figyelembe az törvényt, mely szerint a legidősebb fiúgyermek örökli a trónt. Pál valószínűleg nem bízott meg elsőszülött fiában, Sándorban.
A nagyherceg azonban nem foglalkozott a politikával; édesapja 1801-ben történt meggyilkolása után nem igényelte a trónt, melyet így az orosz törvényeknek megfelelően bátyja foglalt el, I. Sándor néven. Mint a hadsereg egyik tisztjét és a testőrség parancsnokát, részben őt terhelte a felelősség az 1805-ben I. Napóleon ellenében elvesztett austerlitzi csatáért.
A tilsiti békekötés után Konsztantyin Pavlovics nagyherceg Napóleon nagy csodálója és az orosz–francia szövetség egyik lelkes támogatója lett. A nagyherceg emiatt elvesztette bátyjának, a cárnak bizalmát; és Konsztantyin Pavlovics véleménye is hamar megváltozott. Amikor Napóleon 1812-ben megtámadta Oroszországot, a franciák ellen fordult, és Mihail Illarionovics Kutuzovot, a győztes orosz seregek főparancsnokát tekintette példaképének.
Mihail Bognadovics Barclay de Tolly herceg parancsnoksága alatt a nagyherceg kénytelen volt leszerelni az orosz hadseregtől. Konsztantyin Pavlovics ezután több európai ország csapatában is szolgált, így például Németországban és Franciaországban is.

### Lengyelország alkirályaként
Konsztantyin nagyherceg legfontosabb politikai szerepét akkor kapta, amikor bátyja kinevezte őt a Lengyel Királyság helytartójának. Feladata volt a militarizálás és a lázadók kordában tartása. Konsztantyin nagyherceg lett a lengyel hadsereg főparancsnoka, noha ténylegesen nem ő irányította a csapatokat. 1819-ben a lengyel főparancsnokság alá vonták Litvánia seregei mellett azokét az orosz területekét is, amelyek eredetileg a Lengyel–litván Közösséghez tartoztak.

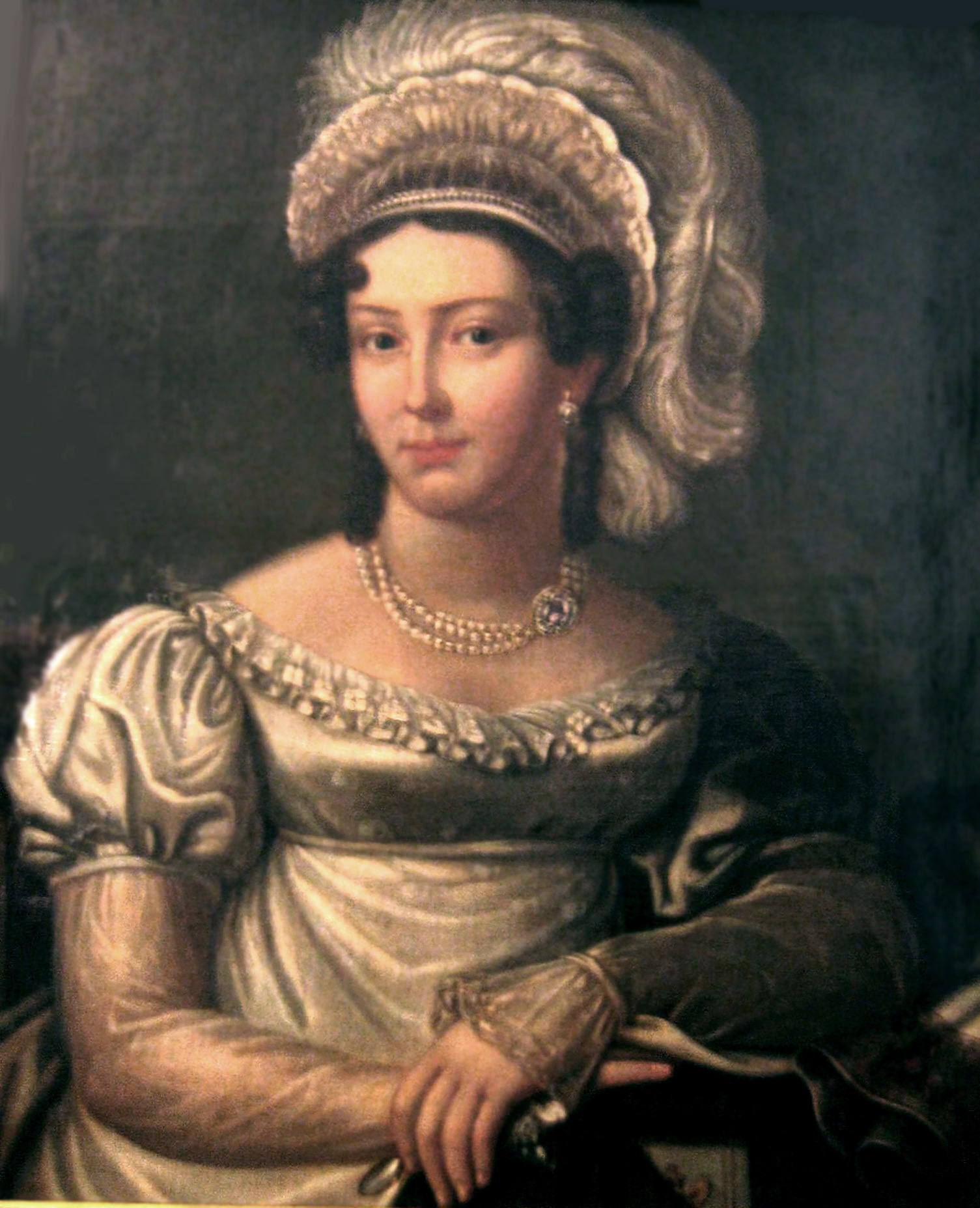
Joanna Grudzińska grófnő és Lowicza hercegnő

Konsztantyin Pavlovics megerősítette és kiterjesztette az Ohrana, a titkosrendőrség hatalmát; elfojtotta a lengyel zavargásokat, valamint próbálta kiirtani a liberalizmus eszméjét. A nagyherceg a lengyel tisztek és hivatalnokok helyébe oroszokat állított, lenézően és sértően viselkedett a beosztottjaival szemben, így nem örvendett nagy népszerűségnek emberei körében. Ráadásul gyakran semmibe vette az alkotmányt, ezáltal szembekerült a lengyel parlamenttel. Lengyelországban általános utálatnak örvendett, a katonaság és a nép körében egyaránt. A lengyel irodalomban és történelemben despota, kegyetlen emberként jelenítik meg. A nagyherceg csak azután változtatott politikáján, hogy 1820. május 27-én feleségül vette Joanna Grudzińska lengyel grófnőt (1795–1831), akit Sándor cár a „Lowicza hercegnő” méltóságra emelt, ennek ellenére házasságuk morganatikusnak számított, hiszen Grudzińska grófnő nem királyi vérből származott. A frigy miatt így Konsztantyin Pavlovicsnak le kellett mondania trónigényéről.

### A dekabrista felkelés
1825. december 1-jén elhunyt I. Sándor cár, akinek nem született fia, így vagy Konsztantyin Pavlovics, vagy Miklós nagyherceg jöhetett szóba új uralkodóként. Konsztantyin nagyherceg azonban nem akarta elfoglalni a trónt, így Miklós lett Oroszország cárja.

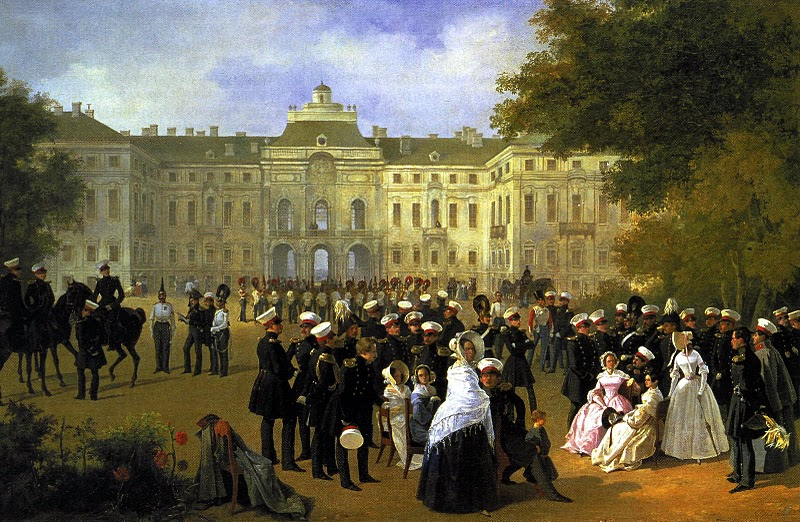
A Konsztantyin palota. Konsztantyin Pavlovics halála után a Konsztantyinovics-ág kezébe került

Még Sándor halálának napján, néhány órával az új uralkodó kilétének nyilvánosságra kerülte után a (december orosz nevéből) dekabristáknak nevezett tisztek és értelmiségiek lázadást robbantottak ki. Elfoglalták a Szenátus teret, alkotmányt követeltek, és Konsztantyin Pavlovicsot akarták megtenni cárnak. A felkelést ugyan leverték, de I. Miklós cár ettől kezdve gyanakvással tekintett fivérére, noha meghagyta bátyját lengyel alkirályi pozíciójában. A két testvér viszonyát a Lengyelországgal kapcsolatos eltérő terveik is beárnyékolták. Az 1828–1829-es orosz–török háború alkalmával a cár és Konsztantyin Pavlovics újabb összetűzésbe keveredtek; a lengyel hadsereg nem is vett részt a küzdelemben.
Az 1830-ban kitört lengyel novemberi felkelés meglepetésként érte Konsztantyin nagyherceget, akárcsak az, hogy a lengyel ezredek nagy része a lázadók pártját fogta. Annak ellenére, hogy ekkor a valódi hatalom már nem az ő kezében volt, a felkelők mégis őt tekintették a fő ellenségüknek, és orgyilkosságot kíséreltek meg ellene. Orosz földre menekült, de különös módon visszavágyódott a lengyel hadsereghez, és büszke volt a katonái győzelmeire és helytállására. Nem érte meg a forradalom leverését: 1831. június 27-én, a fehéroroszországi Vicebszk városában meghalt kolera következtében.